# Cerro de las Mesas

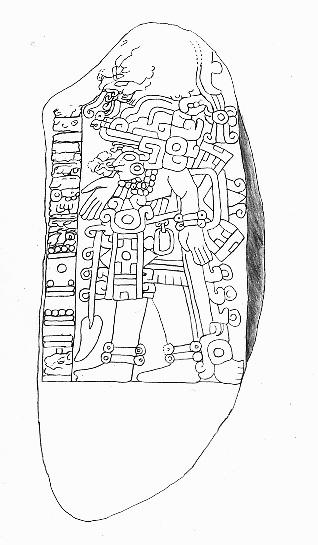
Stèle 6 de Cerro de las Mesas. La date en compte long « 9.1.12.14.10 » (avril 468 apr. J.-C.) figure en bas à gauche. Les glyphes figurant au-dessus, parmi les plus anciens découverts, sont des spécimens des rares écrits rédigés en écriture épi-olmèque.

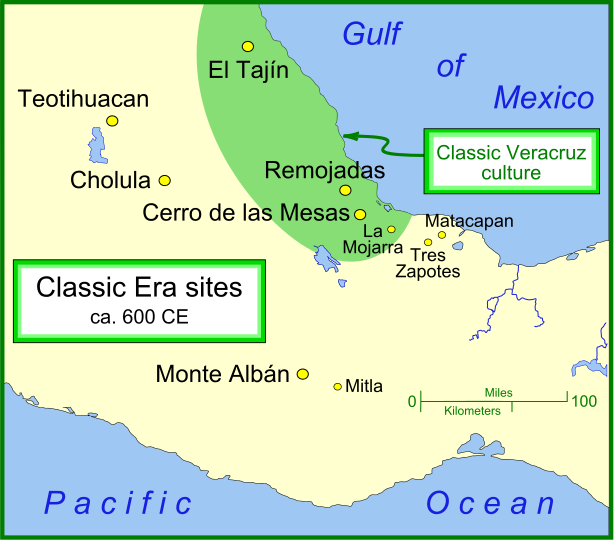
Cerro de las Mesas et autres sites importants de la période classique.

Cerro de las Mesas, (« la colline des autels »), est un site archéologique  dans l'État mexicain de Veracruz, dans le bassin du Río Papaloapan. Ce fut un important centre régional de 600 av. J.-C. à 900 apr. J.-C., et une capitale régionale de 300 apr. J.-C. à 600 apr. J.-C.
Situé à environ 50 km au sud de Veracruz, sur le bord ouest de ce qui était le cœur de la civilisation olmèque, il gagne de l'importance après le déclin de cette dernière. Des chercheurs considèrent Cerro de las Mesas, aux côtés de sites similaires tels que La Mojarra et Tres Zapotes, comme étant le centre de la culture épi-olmèque, qui succéda à celle des Olmèques puis céda la place à la culture classique de Veracruz, au IIIe siècle.
Le site abrite un lac artificiel et des centaines de monticules artificiels, souvent groupés autour d'un tertre conique et allongé. Ces ensembles ont probablement été construits durant la période épi-olmèque, entre 400 av. J.-C. et 300 apr. J.-C. C'est à cette période que l'influence de Teotihuacan est attestée par les artefacts archéologiques.
Un peu plus tard, durant la période classique, un trésor de 800 objets en jade, dont quelques-uns datant de la civilisation Olmèque, plusieurs centaines d'années auparavant, fut enterré à la base d'un grand monticule du groupe central.
Cerro de las Mesas abrite de nombreuses stèles dont plusieurs sont des portraits. Quatre de celles-ci (numérotées 5, 6, 8 et 15) sont gravées de textes rédigés avec ce qui semble être le système d'écriture épi-olmèque.